# إساندرا
تقع الجرف والكهوف في إساندرا (بالفرنسية: Falaise et grottes de l'Isandra)‏ في منطقة بيتسيليو الثقافية في مدغشقر، على بعد حوالي 30 كم إلى الشمال الغربي من العاصمة الإقليمية لفيانارانتسوا.

## وصف الموقع
يتكون الموقع من واجهة جرانيتية كبيرة بين الشمال والجنوب، والتي تآكلت على مدى ملايين السنين. من خلال الانهيارات الأرضية، تتراكم كتل الجرانيت في قاعدة المنحدرات وتخلق مساحات مفتوحة أو«كهوف». خلال القرنين السابع عشر والثامن عشر، وبفضل الجودة الدفاعية التي وفرتها الكهوف والصخور الثقيلة، احتل السكان العديد من الكهوف وحصّنوها بجدران من الحجر والملاط.

## وضع التراث العالمي
تمت إضافة هذا الموقع إلى القائمة المؤقتة لمواقع اليونسكو للتراث العالمي في مدغشقر في 14 نوفمبر 1997 في الفئة المختلطة (الثقافية + الطبيعية). لكن في 15 فبراير 2018، قررت اليونسكو سحب ترشيح هذا الموقع كتراث عالمي.